# Eriobotrya cavaleriei
Eriobotrya cavaleriei là loài thực vật có hoa trong họ Hoa hồng. Loài này được (H. Lév.) Rehder mô tả khoa học đầu tiên năm 1932.